# Rolling Stones Records
Rolling Stones Records var ett skivbolag som bildades av Rolling Stones-medlemmarna Mick Jagger, Keith Richards, Mick Taylor, Charlie Watts och Bill Wyman 1970, efter att deras skivkontrakt med Decca Records gått ut. Ursprungligen leddes bolaget av Marshall Chess, son till Chess Records grundare Leonard Chess. Det distribuerades först i USA av Atlantic Records dotterbolag Atco Records. Den 1 april 1971 undertecknade bandet en distributionsavtal för fem album med Ahmet Ertegun, som agerade på uppdrag av Atlantic Records. I USA distribuerades albumen av Atlantic fram till 1984. I Storbritannien distribuerades Rolling Stones Records av WEA Records från 1971 till 1977 och av EMI från 1978 till 1984. 1986 blev Columbia Records distributör i USA och CBS för resten av världen fram till 1991. Bolaget upphörde 1992 när bandet signades till Virgin Records, men tungan-och-läppar-logotypen finns kvar på alla Rolling Stones-utsläpp efter 1970. 

## Historia
I sitt ursprungliga koncept bildades etiketten för att säkerställa att Rolling Stones skulle behålla rättigheterna över sin egen musik, samtidigt som de gav varje bandmedlem möjlighet att släppa soloalbum. Det första albumet som släpptes var Brian Jones Presents the Pipes of Pan på Joujouka 1971, som brett krediteras för att vara den första världsmusik LP:n. 1972 släppte bolaget Jamming med Edward!, en samling spår inspelade av Jagger, Wyman och Watts med Nicky Hopkins och Ry Cooder 1969. 
Bill Wyman släppte sina album Monkey Grip 1974 och Stone Alone 1976. Wyman fick reda på att han inte kunde få ordentlig uppmärksamhet från marknadsförings- och säljarna, eftersom Rolling Stones släppte album kort efter båda utgåvorna, och bolaget koncentrerade sig på bandets album.     Wyman släppe resterande soloskivor på A&M Records. 
Etiketten släppte också en solosingel av Keith Richards i december 1978: en återgivning av Chuck Berrys "Run Rudolph Run" med en version av Jimmy Cliffs "The Harder They Come" som b-sida. 

## Andra artister
Till skillnad från Apple Records, Grunt Records, Purple Records eller Swan Song Records (skivbolagen för Beatles, Jefferson Airplane, Deep Purple respektive Led Zeppelin), gjorde Rolling Stones Records aldrig mycket för att signera externa artister. Kracker, en kubansk amerikansk rockgrupp producerad av Rolling Stones producent Jimmy Miller, var den första externa gruppen som undertecknades till Rolling Stones Records 1973. Kracker, tillsammans med Billy Preston, var förband till Rolling Stones under deras Europaturné 1973. John Phillips signades till Rolling Stones Records 1976. 

### Peter Tosh
1978 signades Peter Tosh, en tidigare medlem av Bob Marleys band the Wailers till Rolling Stones Records. Hans första skiva för skivbolaget, Bush Doctor, där Jagger medverkade på spåret "Don' t Look Back", blev måttligt framgångsrik. Trots fortsatt framgång lämnade Tosh bolaget 1981, med hänvisning till bristen på marknadsföring och en personlig fejd med Rolling Stones.  

## 1980-talet till slutet
Jagger släppte sina första soloalbum, She's the Boss och Primitive Cool, 1985 respektive 1987, genom ett nyutvecklat partnerskap mellan Rolling Stones Records och CBS Records (nu Sony Music). Således fästes varumärket Rolling Stones-logotypen på varje skiva och etiketten "Rolling Stones Records" trycktes också på varje ny utgåva, vilket irriterade Keith Richards. Faktum är att "Rolling Stones Records" fortsatte att tryckas på etiketterna på alla nya utgåvor upp genom Flashpoint (1991) till och med 1980-talet och början av 1990-talet. Men eftersom bakkatalogen har flyttats till Virgin / EMI, är dessa markörer de sista ångspåren i Rolling Stones Records. 2008 bytte gruppen distribution av Rolling Stones Records tillbaka katalogmaterial samt nytt material till Polydor Records i Storbritannien och Interscope Records i USA (båda avtryck av Universal Music Group, som också distribuerar sin katalog före 1971 som UMG är distributör för ABKCO Records ). 